# Ivica Ravlić
Ivica Ravlić, bivši hrvatski nogometaš iz Bosne i Hercegovine. 

## Karijera

### Igračka karijera
Od 1996. do 1998. igra za mostarski Zrinjski. Kasnije dvije godine igra u vinkovačkoj Cibaliji s kojom 1999. igra finale hrvatskog kupa s Osijekom (1:2. Nakon toga se vraća u Zrinjski. Ukupno je za Zrinjski u četiri sezone odigrao 103 utakmice i postigao 12 pogodaka.
Kao nogometaš Ljubuškog, bio je član reprezentacije Herceg-Bosne na prijateljskoj utakmici s Paragvajom u Asunciónu 1996. godine.